# La Bisbal d'Empordà
La Bisbal d'Empordà est une commune de la comarque du Baix Empordà dans la province de Gérone en Catalogne (Espagne).

## Histoire
La bataille de La Bisbal se déroule le 14 septembre 1810, pendant la guerre d'indépendance espagnole, et oppose une brigade française commandée par le général François Xavier de Schwarz à l'armée espagnole du général Enrique José O'Donnell soutenue par l'escadre du capitaine britannique Francis William Fane.

## Population et société

### Démographie
| 1497  | 1515  | 1553  | 1717  | 1787  | 1857  | 1877  | 1887  | 1900  |
| ----- | ----- | ----- | ----- | ----- | ----- | ----- | ----- | ----- |
| 186 f | 199 f | 288 f | 1.636 | 2.813 | 4.587 | 4.695 | 5.044 | 4.750 |

| 1910  | 1920  | 1930  | 1940  | 1950  | 1960  | 1970  | 1981  | 1990  |
| ----- | ----- | ----- | ----- | ----- | ----- | ----- | ----- | ----- |
| 4.914 | 4.630 | 4.607 | 4.361 | 4.538 | 5.372 | 6.590 | 7.364 | 8.091 |

| 1992  | 1994  | 1996  | 1998  | 2000  | 2002  | 2004  | 2006  | 2008   |
| ----- | ----- | ----- | ----- | ----- | ----- | ----- | ----- | ------ |
| 7.829 | 8.006 | 8.007 | 8.107 | 8.264 | 8.288 | 8.885 | 9.261 | 10.173 |

| 2010   | - | - | - | - | - | - | - | - |
| ------ | - | - | - | - | - | - | - | - |
| 10.397 | - | - | - | - | - | - | - | - |

Note : population exprimée en nombre de feux pour 1497, 1515 et 1553.

## Culture locale et patrimoine

### Personnalités liées à la commune
- Conrad Saló (1906-1981) : musicien mort à La Bisbal del Ampurdán.